# August Utta

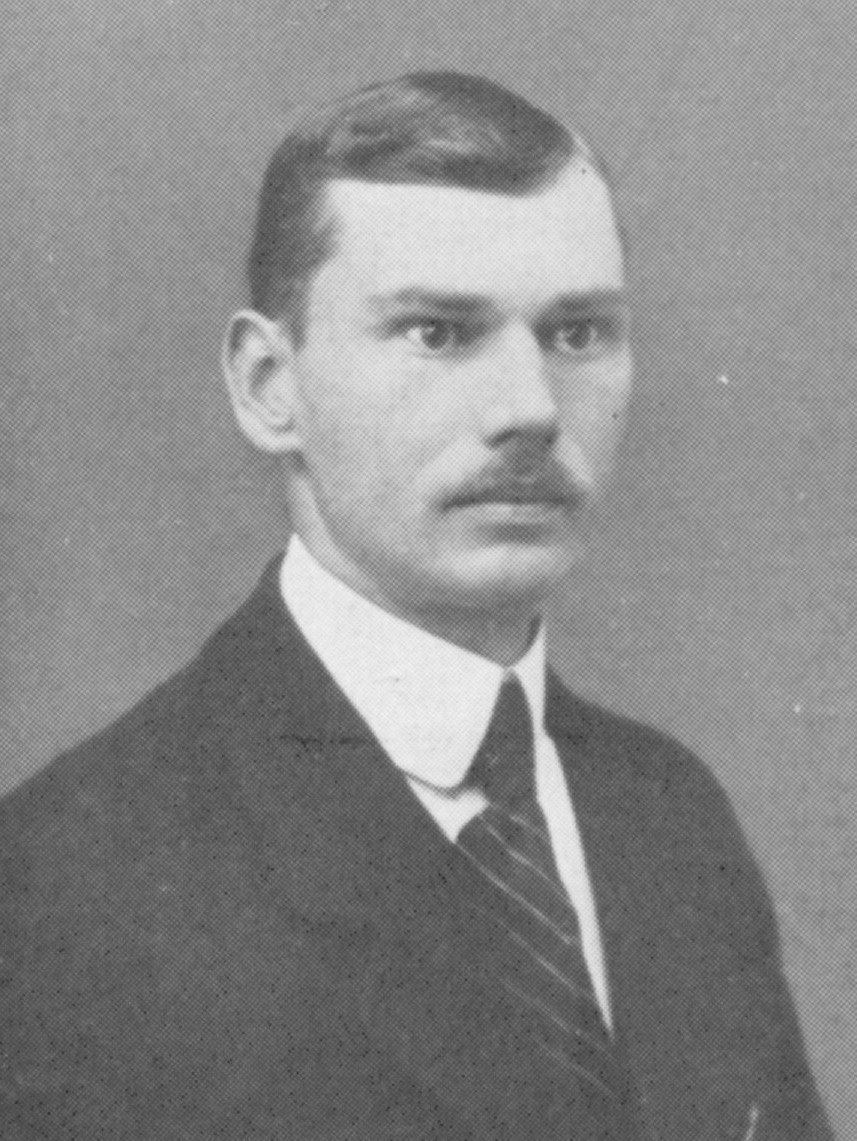
August Utta, um 1930

August Utta (* 5. Juni 1886 in Augustynow in Kongresspolen; † 28. Dezember 1940 in Groß-Okup im Landkreis Lask, Reichsgau Wartheland) war ein Politiker der deutschen Minderheit in Polen und Abgeordneter im Sejm der Zweiten Polnischen Republik. 

## Leben
Nach dem Besuch des Warschauer Evangelischen Lehrerseminars war August Utta in Kongresspolen als Volksschullehrer und Kantor tätig. Während des Ersten Weltkrieges diente er als Feldscher in der Kaiserlich Russischen Armee. Nach Gründung der Zweiten Polnischen Republik im November 1918 wurde Utta Schulleiter. Von 1919 bis 1927 war er Stadtverordneter in Lodz.
Als Abgeordneter vertrat er die Deutsche Sozialistische Arbeitspartei Polens (DSAP) in der Polnischen Nationalversammlung. 1923 trat Utta aus der Partei aus. Im Jahr 1923 spielte er eine maßgebliche Rolle als Gründungsmitglied der Lodzer deutschsprachigen Tageszeitung Freie Presse.
Von 1922 bis 1928 sowie von 1930 bis 1932 war er Abgeordneter im Sejm und danach für fünf Jahre Mitglied im Senat der Republik Polen. Utta engagierte sich stark für das Schulwesen der deutschen Minderheit in Polen. Er verfasste in den Jahren 1931 und 1932 mehrere Eingaben an den Völkerbund in Genf, in denen er auf die Verletzung des Minderheitenschutzes in Polen hinwies.
Ab dem 1. Juni 1924 bis 1938 führte er als Vorsitzender den Deutschen Volksverband in Polen. In dieser Funktion vertrat er den Verband von 1925 bis 1938 beim Europäischen Nationalitätenkongress in Genf und Wien. Zudem wirkte Utta seit dem Jahr 1919 als führendes Mitglied im Synodenrat der Evangelisch-Augsburgischen Kirche in Polen.
Nach der Aufgabe seiner politischen Ämter lebte er als Landwirt auf seinem Hof in Groß-Okup, wo er auch starb.